# Ключ (місто)
Ключ (босн. і хорв. Ključ, серб. Кључ) — місто на північному заході Боснії і Герцеговини, на території Федерації Боснії і Герцеговини, центр однойменної громади. Лежить в області Боснійська Країна, на самому півдні Унсько-Санського кантону.  

## Історія

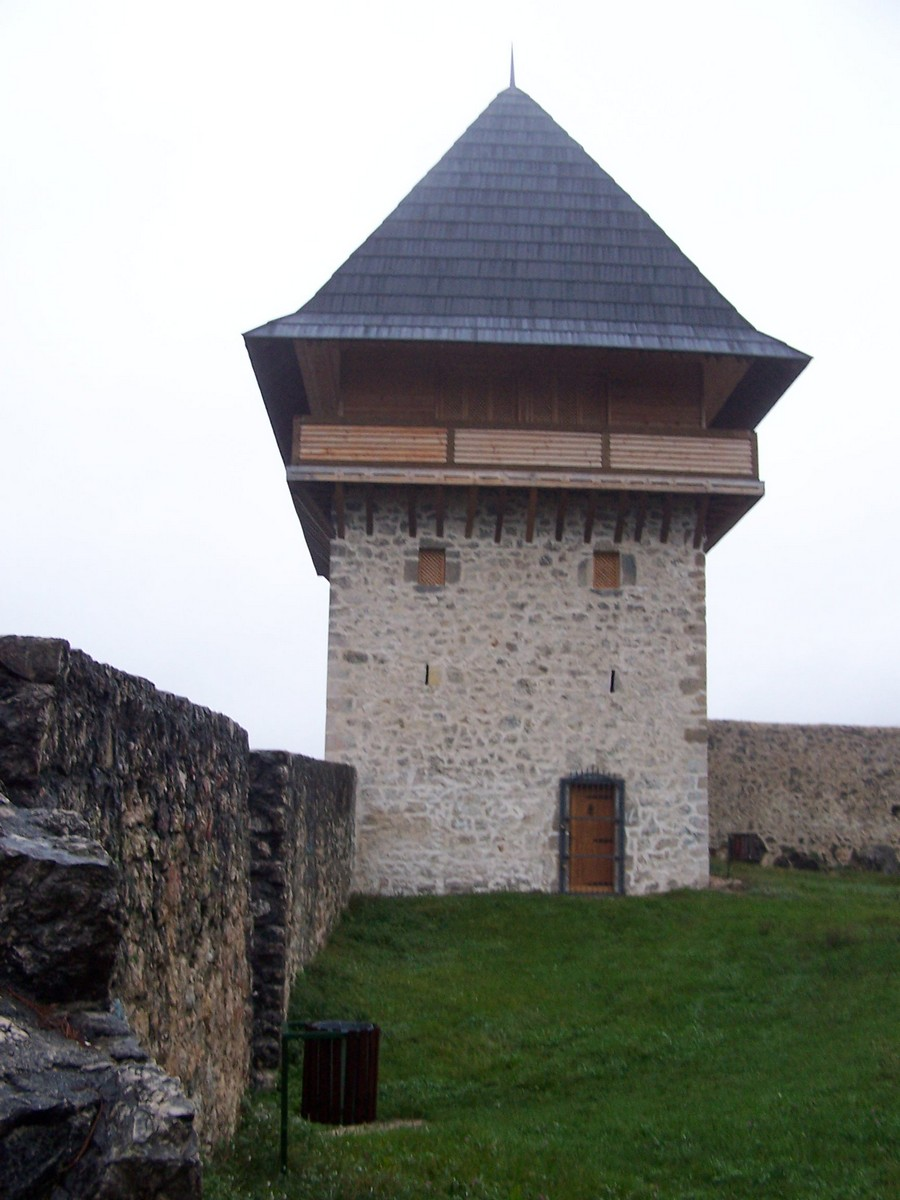
Башта твердині Ключ

Названа так через своє геостратегічне панівне положення над околом, фортеця Ключ («Ключ Боснії»), від якої дістало назву і місто, постала у першій половині XIV ст. Тут 1463 р. турецьке військо полонило останнього короля Боснії Стефана Томашевича. Турецький гарнізон розташовувався тут до 1838 р., захищаючи торговельні шляхи в долині річки Сани.
З 1929 по 1941 рік місто входило до Врбаської бановини Королівства Югославія. У 1941—1945 рр. було районним центром великої жупи Сана-Лука НДХ.
На початку війни в Боснії 1992—1995 рр. цю місцевість, де злегка переважало сербське населення, утримували війська боснійських сербів. Улітку 1995 р. місто взяли під свій контроль боснійські урядові сили. Більшість довоєнного сербського населення після Дейтонської мирної угоди втекла, а місто ввійшло до складу Федерації Боснії та Герцеговини. Нині, за підрахунками, близько 97% населення Ключа — босняки.